# النميري
النميري وهو محمد بن عبد الله بن نمير بن خرشة الثقفي حليف ثقيف وأصله من بني الحارث بن كعب. ( غير معروف - 90 هـ ) شاعر غزل، من شعراء العصر الأموي، مولده ومنشؤه ووفاته في الطائف.

## قصته مع أخت الحجاج
كان كثير التشبيب والغزل الصريح بزينب أخت الحجاج، كان النميري يهواها، وأرق شعره ما قاله فيها من قصيدته التي مطلعها:
هدده الحجاج فلم يأبه له النميري، فلما بلغ الحجاج ذلك فر إلى اليمن وأقام بعدن مدة. ثم قصد عبد الملك بن مروان مستجيراً به، فأجاره، وعفا عنه الحجاج على ألا يعود إلى ما كان عليه. ويروى أن الحجاج لما ألقى عليه القبض قال له: لقد شفع لك قولك "يخبئن أطراف البنان من التقى"، ثم سأله كم كان ركب النميري من إبل وخيل في الموسم (في إشارة إلى ولما رأت ركب النميري أعرضت) فقال والله ما كان إلا حمارا أتعاقب ركوبه أنا وولدي.

## شعراء بنفس الاسم
- الراعي النميري
- أبو المرهف النميري